# Declaració i Programa d'Acció de Viena
La Declaració i Programa d'Acció de Viena va ser una declaració per reforçar la Declaració Universal dels Drets Humans i la Carta de les Nacions Unides realitzada a la ciutat austríaca de Viena en 1993. Va suposar la creació de l'Alt Comissionat de les Nacions Unides per als Drets Humans. Va ser adoptada per la Conferència Mundial de Drets Humans el 25 de juny de 1993.

## Contingut
El principi fonamental és que "tots els drets humans són universals, indivisibles i interdependents i estan relacionats entre si." (Part I paràgraf 5) Això significa que la comunitat internacional ha de tractar tots els assumptes sobre drets humans de forma igualitària i amb la mateixa importància, sense excepcions. Aquesta fase és citada també per la Declaració de Mont-real, els Principis de Yogyakarta i la Convenció sobre els Drets de les Persones amb Discapacitat.
Aquesta Declaració té per objecte la plena realització de tots els drets humans; drets econòmics, socials i culturals i drets civils i polítics, i les llibertats sense cap mena de discriminació, com el racisme, la xenofòbia (cap a immigrants, indígenes, minories ètniques o altres grups); reafirmant també els drets humans de dones, nens i persones amb discapacitat.
Per complir amb tals drets humans, la Declaració exigeix a tots els països ratificar plenament tots els tractats sobre drets humans en la mesura del possible i garantir un sistema jurídic eficaç per castigar les violacions d'aquests drets.
Afirma també el valor universal dels drets humans, de la llibertat i de la democràcia. Insisteix en la necessitat d'una intensa cooperació internacional per combatre activitats com el terrorisme, el tràfic de drogues o el contraban.
Remarca igualment el dret al desenvolupament dels països en desenvolupament, especialment dels països més pobres d'Àfrica, precisant que el subdesenvolupament no és justificació per a la violació dels drets humans.
Acaba fent una crida als Estats que no reconeixen els Convenis de Ginebra perquè prenguin les mesures necessàries que garanteixin l'observança dels drets humans.